# Bobby Brown III
Bobby Brown III (Arlington, Texas, 7 de agosto de 2000) es un jugador profesional estadounidense de fútbol americano que se desempeña en la posición de defensive tackle en Los Angeles Rams, equipo de la National Football League (NFL).

## Carrera
Fue seleccionado en la cuarta ronda en la Reunión Anual de Selección de Jugadores de la NFL de 2021. Hizo su debut profesional con el equipo Los Angeles Rams, donde lleva jugando tres temporadas.